# Trochalopteron melanostigma
Trochalopteron melanostigma là một loài chim trong họ Leiothrichidae.